# 大戦景気
大戦景気（たいせんけいき）または、戦争景気（せんそうけいき）とは、戦争が発生すると局地的に起こる好景気の現象である。日本では、日露戦争期、第一次世界大戦期（大戦景気）、日中戦争期、朝鮮戦争期（朝鮮特需）、ベトナム戦争期（ベトナム特需）が知られる。
日本では「大戦景気」といえば、多くの場合、第一次世界大戦にともなう1915年（大正4年）から1920年（大正9年）にかけての好景気を指す（→大戦景気 (日本)参照）。アメリカ合衆国においても、第一次世界大戦にともなう大戦景気（アメリカ大戦景気）が起こり、戦後の世界経済をリードした。

## 概要
景気循環としては最も大きいものの1つで、以下の要因が挙げられる。
1. 戦争に関係する物資の需要の高まり（戦争特需）によってもたらされる直接的なもの。
2. 戦争に関わる物資を生産する上で必要とする原材料の需要の高騰でもたらされる間接的なもの。
3. 勝戦国が敗戦国から獲得した戦時賠償による消費の拡大。

これらを一括して「戦争景気」という。
戦争景気が顕著になった時期は第一次世界大戦の頃からであり、軍事の巨大化において戦争の規模が拡大し、総力戦となったためである。戦争景気が及ぶ場所は、直接戦場となっていない国であることが多い。これらの戦争景気が起こると、造船や航空などの軍事に直結する技術が著しく進化する傾向を持っており、戦争が終わった後に大きな影響をもたらす。
一方で、終戦とともに軍需が急激に減少すると、深刻な戦後恐慌が発生する。総力戦では総動員体制が敷かれ、経営判断を差し置いた生産設備の拡大が義務づけられるため、戦後には膨大な過剰生産力を抱えることとなる。第二次世界大戦でのアメリカは、戦勝の見通しが定まった段階で徐々に平時生産体制に切り替え、また戦後にはマーシャル・プランによって欧州の復興需要を満たす資金を供給するなどの方法で、終戦による急激な需要減に対処した。

## 戦争景気が起きた国

### 日本
日本で最初に戦争景気が起きたのは日清戦争後、日本が獲得した戦時賠償による消費の拡大からである。このとき日本経済は大きく前進し、殖産興業がますます推進されることになる。
第一次世界大戦期の日本では、欧州商品のアジア市場不在の隙をつき、製鉄業や造船業、海運業を中心にアジア市場の独占によって好景気が生まれる。「成金」などの流行語が生まれ、戦争景気の中でもひときわ大きいものである（大正バブル、成金景気）。
また、朝鮮戦争時に起きた朝鮮特需（特需景気）や、ベトナム戦争時に起きたベトナム特需なども戦争景気の一つである。

### 大韓民国
大韓民国は、1965年から1972年にかけてベトナム戦争によるベトナム特需で潤い、10億2200万ドルの経済効果があった。このときサムスンを始めとする韓国財閥の基礎が築かれた。

### アメリカ
第一次世界大戦では戦場となったヨーロッパに物資を輸出するなどして大戦景気で潤った。第二次世界大戦後、ベトナム戦争前などに戦争景気が起こっている。

### ドイツ
朝鮮戦争特需によって好景気となったのは日本だけではなかった。ドイツにおいても、通貨の安定による市場機能の回復は、マーシャル・プランによる援助や朝鮮戦争景気とも相まって経済復興を強力に後押しした。